# Louis de Pézieux
Louis de Pézieux (Delfinado, ? - Maranhão, 19 de novembro de 1614), também mencionado como Luís de Pizieu, Pezieu, Pesieux ou Pisau, foi um fidalgo francês e um dos mais notáveis integrantes da expedição de Daniel de La Touche (Senhor de La Ravardière) ao norte do Brasil. Era primo de Carlota Margarida de Montmorency, princesa consorte de Condé.
No contexto da implantação da França Equinocial, participou da fundação da cidade de São Luís, em 1612. Passou a ser conhecido pelos indígenas como "Tatuaçu". Pézieux participou da exploração do Maranhão, liderando uma expedição ao Rio Gurupi, em busca de recursos minerais e de nações indígenas para firmar alianças. Assumiu interinamente a liderança da colônia francesa enquanto Ravadière esteve ausente, na segunda metade de 1613, numa viagem de exploração dos rios Pará e Tocantins.
Combateu na Batalha de Guaxenduba como comandante dos soldados franceses em terra; ao decidir permanecer lutando contra os portugueses, em vez de partir em retirada, foi morto no confronto, junto a muitos de seus soldados. Por ser católico e pertencer a uma família tradicional, teve sua morte lamentada inclusive pelos inimigos lusitanos. Antes da batalha, Ravardière pretendia retornar à França para recrutar novos colonos, e planejava deixar Pézieux em seu lugar.